# Marius Tincu
Marius Tincu (n. 7 aprilie 1978, Vânători, Iași) este un fost jucător român de rugby în XV care joacă pe postul de taloner (hooker). Acum este antrenorul înaintașilor echipei naționale a României. Este considerat drept unul dintre cei mai buni taloneri din rugby-ul românesc.

## Carieră
S-a născut în Vânători, Iași, unde tatăl sau era cioban. S-a apucat de rugby la liceul tehnic de căi ferate din Pașcani. Și-a început carierei de jucător la CS Universitatea Cluj, înainte de a pleca în Franța la Stade Rouennais, în Fédérale 3, unde a devenit campion al Franței universitar în anul 2001 și unde a cunoscut-o pe viitoarea sa soție. Apoi a evoluat la US La Teste, în Fédérale 2.
În februarie 2002 și-a făcut debutul în echipa națională a României la un meci de Cupa Europeană a Națiunilor cu echipa națională a Portugaliei. După ce România a cucerit Cupa, Tincu a primit oferte de la cinci echipe de Top 14, liga de elită franceză. A ales clubul Section Paloise. A fost inclus în lotul la Cupa Mondială de Rugby din 2003. În aceeași an, cotidianul francez L'Équipe l-a numit cel mai bun taloneur din campionatul francez.
În 2005 a semnat la USA Perpignan, unde și-a petrecut cea mai mare parte din cariera. În anul următor a dobândit cetățenia franceză. A participat la Cupa Mondială din 2007 în Franța, fiind titular în toate cele patru meciuri din faza grupelor. A marcat trei eseuri. În anul 2008 s-a aflat în centrul unei controverse după o partidă de Heineken Cup cu clubul galez Ospreys. În timp meciului a fost pus la pământ de o lovitură pilierului Paul James, dar în cele din urma a fost acuzat el însuși ca l-a provocat pe James printr-un gest violent – o „furculiță” (degete în ochi) în jargonul rugby-ului. Comisia de disciplină a ERC, organizatorul Cupei, l-a suspendat pentru 18 săptămâni. Tincu a susținut ca este nevinovat și clubul său a atacat decizia în fața tribunalelor civile, fără succes. După s-a întors pe teren a devenit campion național cu USAP în sezonul 2008-2009.
A fost convocat din nou în selecția pentru Cupa Mondială din 2011, fiind numit căpitan de antrenorul Romeo Gontineac. A fost ales de cotidianul britanic The Telegraph în „cea mai bună echipă a Cupei Mondiale”, cu comentariul: „liderul unui efort înaintașilor suficient de puternic pentru a speria Scoția”. În 2012 s-a retras din cariera de jucător și a devenit antrenorul pachetului de înaintare al „Stejarilor”.
De-a lungul carierei a adunat 53 selecții la echipa națională și a marcat 70 de puncte, inclusiv 14 eseuri.